# Eberhard II. (Eppstein-Königstein)
Eberhard II. von Eppstein-Königstein (* etwa 1380 in Eppstein; † am 3. Juli 1443 Königstein im Taunus, begraben in der Markuskirche in Butzbach) war ein Adliger der jüngeren Linie des Hauses Eppstein. Die Eppsteiner, denen im Spätmittelalter der Aufbau einer der bedeutendsten Adelsherrschaften in Hessen gelang und die bereits um 1200 reich begütert in Spessart, Taunus und Wetterau waren, waren als Herren hochadlig und stellten im 13. Jahrhundert gleich vier Mainzer Erzbischöfe und Kurfürsten.

## Leben
Eberhard II. von Eppstein war der Sohn von Eberhard I. von Eppstein und dessen 3. Ehefrau Luitgard von Falkenstein.
Aus seiner Ehe mit Agnes von Kronberg (Heirat zwischen dem 13. September 1408 und dem 18. November 1412) gingen folgende Nachkommen hervor:
- Eberhard III. von Eppstein-Königstein (* 1413, † 6. Februar 1475)[9][10], ⚭ (1438) mit Anna von Nassau-Wiesbaden-Idstein[11], eine Tochter von Adolf II. von Nassau-Wiesbaden-Idstein
- Luckarde von Eppstein (* etwa 1417, † 1477)[12][13], ⚭ (vor 1441)[14][8] Philipp I. Schenk von Erbach
- Maria von Eppstein (* etwa 1420, † nach 29. Juni 1463)[15][16], ⚭ (im Oktober 1435)[8][17] mit Graf Hans von Eberstein (* 1421, † 1479)[18]
- Walther von Eppstein-Breuberg(* etwa 1423, † zwischen 5. Februar 1459 und 5. Februar 1468)[19][8][20], Herr zu Ortenberg & Münzenberg, beigesetzt in der Pfarrkirche von Ortenberg

Zuvor wurden folgende Kinder geboren:
- Henne der Ältere von Eppstein (* 1406 in Eppstein, † 1453)[21]
- Heinrich von Eppstein (* um 1408 in Königstein, † 1468/69[6] bzw. am 6. Januar 1469 in Frankfurt am Main[21]), Mutter: Kunze Conz (bürgerlich, keine Heirat, * unbekannt, † vor dem 1. September 1434)[6] bzw. Kunigunde Kunz[21]

Nach dem Tod seines Onkels Werner von Falkenstein (von 1388 bis 1418 als Werner III. Erzbischof und Kurfürst von Trier) fielen im Jahr 1418 große Besitztümer im Taunus und der Wetterau an dessen drei Schwestern, unter anderem an Eberhards Mutter Luitgard von Falkenstein. Die Aufteilung der Erbschaft in drei gleiche Teile erfolgte am 24. Mai 1419 in Butzbach. Im Rahmen dieser Butzbacher Teilung in das Hainer Drittel, das Licher Drittel und das Butzbacher Drittel fiel durch Los das Licher Drittel an das Haus Solms und das Butzbacher Drittel an Eberhard II. von Eppstein-Königstein und seinen Bruder Gottfried VII. von Eppstein.
Wenige Jahre später regelten die Brüder Nutzung, Verwaltung und Unterhaltung der beiden Herrschaftszentren Eppstein und Königstein.: Mit der Eppsteinische Bruderteilung im Jahr 1433 kam es zu einer Teilung des Herrschaftsgebietes: Eppstein-Königstein unter Eberhard II. von Eppstein-Königstein bezog als Residenz Burg Königstein, während die Eppstein-Münzenberger unter Gottfried VII. von Eppstein weiterhin auf Burg Eppstein residierten.
Im Jahr 1437 unterzeichnete er die Gründungsurkunde des Klosters Hirzenhain.
1442 trat er von der Herrschaft Eppstein-Königstein zurück. Sein letztes Lebensjahr verbrachte er in Butzbach, wo er in der Markuskirch begraben wurde.